# Joan I de Toledo
Joan va ser un religiós mossàrab que va ser arquebisbe de Toledo durant el període musulmà entre ca. 892 i ca. 926 
És el nom que coincideixen a esmentar els catàlegs episcopals de Toledo. Segons el Còdex Emilianense va succeir a Bonet, amb un mandat entre ca. 892 i el 956, si bé Flórez afirma que va finalitzar el 926. Poca cosa es coneix d'aquest arquebisbe més enllà del seu nom i, segons Flórez, molts dels arguments que s'han fet sobre ell han resultat erronis o simples especulacions. Antigament s'havia afirmat que després d'ell no hi havia hagut successors a la seu de Toledo perquè la cristiandat en aquesta ciutat havia decaigut molt en aquesta època i que, a més, els musulmans ja no van permetre el nomenament. Tanmateix, aquesta opinió fonamentada en opinions negatives del període, ha quedat desmentida, en l'opinió de Flórez i altres autors, per la consagració de Pasqual com a arquebisbe abans de la conquesta de la ciutat que demostraria la continuïtat del càrrec després de Joan.